# リンネ内閣
リンネ内閣（フィンランド語：Rinteen hallitus、スウェーデン語：Regeringen Rinne）は、アンティ・リンネを首相として2019年6月6日から12月10日まで存在していたフィンランドの内閣。社会民主党、中央党、緑の同盟、左翼同盟、スウェーデン人民党の5党による連立政権だった。

## 概要
中央党のユハ・シピラ首相が、2019年3月8日、医療制度改革に失敗したことを理由に辞任を表明し、その後行われた2019年4月14日の議会選挙において、第1党であった中央党が議席を減らして第4党に後退し、代わって第1党となった社会民主党を中心に、各党による連立協議が進められた。2019年6月6日にサウリ・ニーニスト大統領が認証した。5党による連立与党は、議会の200議席のうち117議席（58.5％）を占めていた。
11月11日に発生した郵便会社の労働者によるストライキ問題を背景に、中央党はリンネ首相に不信任を表明し、首相は2019年12月3日に辞任を表明し、12月10日にマリン内閣が発足した。

## 閣僚の一覧
内閣は19人の閣僚から構成され、社会民主党から7人、中央党から5人、緑の同盟から3人、左翼同盟とスウェーデン人民党から各2人が割り当てられた。
副首相にはミカ・リンティラ（中央党）から、カトゥリ・クルムニ（中央党）に交代した。また、科学・文化大臣のアンニカ・サーリッコは産休・育休取得のため2019年8月9日に休職し、ハンナ・コソネンに交代した。サーリッコは、2020年8月6日に後継のマリン内閣において科学・文化大臣として復帰した。
| 役職                     | 氏名                                                       | 就任日        | 離任日         | 政党 | 政党               |
| ------------------------ | ---------------------------------------------------------- | ------------- | -------------- | ---- | ------------------ |
| 首相                     | アンティ・リンネ（Antti Juhani Rinne）                     | 2019年6月6日  | 2019年12月10日 |      | 社会民主党         |
| 副首相                   | ミカ・リンティラ（Mika Tapani Lintilä）※財務大臣           | 2019年6月6日  | 2019年9月12日  |      | 中央党             |
| 副首相                   | カトゥリ・クルムニ（Katri Kulmuni）※経済担当大臣           | 2019年9月12日 | 2019年12月10日 |      | 中央党             |
| 欧州担当大臣             | トゥツティ・トゥップライネン（Tytti Johanna Tuppurainen）  | 2019年6月6日  | 2019年12月10日 |      | 社会民主党         |
| 外務大臣                 | ペッカ・ハービスト（Pekka Olavi Haavisto）                 | 2019年6月6日  | 2019年12月10日 |      | 緑の同盟           |
| 開発協力・貿易大臣       | ビッレ・スキンナリ（Ville Tapio Skinnari）                 | 2019年6月6日  | 2019年12月10日 |      | 社会民主党         |
| 法務大臣                 | アンナ-マヤ・ヘンリクソン（Anna-Maja Kristina Henriksson） | 2019年6月6日  | 2019年12月10日 |      | スウェーデン人民党 |
| 北欧協力・平等大臣       | トーマス・ブルンクビスト（Thomas Jörn Ingmar Blomqvist）   | 2019年6月6日  | 2019年12月10日 |      | スウェーデン人民党 |
| 内務大臣                 | マリア・オサヒロ（Maria Ohisalo）                          | 2019年6月6日  | 2019年12月10日 |      | 緑の同盟           |
| 防衛大臣                 | アンティ・カイッコネン（Antti Samuli Kaikkonen）           | 2019年6月6日  | 2019年12月10日 |      | 中央党             |
| 財務大臣                 | ミカ・リンティラ（Mika Tapani Lintilä）                    | 2019年6月6日  | 2019年12月10日 |      | 中央党             |
| 文部大臣                 | リー・アンデルソン（Li Sigrid Andersson）                  | 2019年6月6日  | 2019年12月10日 |      | 左翼同盟           |
| 地方自治体・国営企業大臣 | シルパ・パーテロ（Sirpa Hannele Paatero）                  | 2019年6月6日  | 2019年12月10日 |      | 社会民主党         |
| 科学・文化大臣           | アンニカ・サーリッコ（Annika Saarikko）                    | 2019年6月6日  | 2019年8月9日   |      | 中央党             |
| 科学・文化大臣           | ハンナ・コソネン（Hanna Kosonen）                          | 2019年8月9日  | 2019年12月10日 |      | 中央党             |
| 農林大臣                 | ヤリ・レッパ（Jari Juhani Leppä）                          | 2019年6月6日  | 2019年12月10日 |      | 中央党             |
| 運輸通信大臣             | サンナ・マリン（Sanna Mirella Marin）                      | 2019年6月6日  | 2019年12月10日 |      | 社会民主党         |
| 経済担当大臣             | カトゥリ・クルムニ（Katri Kulmuni）                        | 2019年6月6日  | 2019年12月10日 |      | 中央党             |
| 雇用大臣                 | ティモ・ハラッカ（Timo Olavi Harakka）                     | 2019年6月6日  | 2019年12月10日 |      | 社会民主党         |
| 社会問題・保健大臣       | アイノ＝カイサ・ペコネン（Aino-Kaisa Ilona Pekonen）       | 2019年6月6日  | 2019年12月10日 |      | 左翼同盟           |
| 家族・社会サービス大臣   | クリスタ・キウル（Krista Katriina Kiuru）                  | 2019年6月6日  | 2019年12月10日 |      | 社会民主党         |
| 環境・気候変動大臣       | クリスタ・ミッコネン（Krista Johanna Mikkonen）            | 2019年6月6日  | 2019年12月10日 |      | 緑の同盟           |